# ديفين ج. ستيوارت
ديفين ج. ستيوارت (بالإنجليزية: Devin J. Stewart)‏ هو أستاذ وباحث أمريكي متخصص في الدراسات الإسلامية واللغة العربية والأدب . تتمحور أبحاثه حول كل مايخص الشريعة الإسلامية ، القرآن ، المدارس الإسلامية وفروعها واللهجات العربية .